# Temple Rezső (ügyvéd, 1874–1945)
Temple Rezső, Temple Rezső Nándor József (Budapest, 1874. április 19. – Budapest, 1945. január 25.) ügyvéd, belügyminisztériumi államtitkár, országgyűlési képviselő, tartalékos hadnagy, a Ferenc József-rend lovagja, a III. osztályú osztrák Vaskorona-rend, az ezüst és bronz Signum Laudis, a Károly-csapatkereszt tulajdonosa.

## Családja
Tekintélyes római katolikus budapesti polgári családban született. Apja Temple Rezső (1827–1908), a trieszti általános biztosító társulat főtisztviselője, anyja a nagypolgári pesti Prückler család sarja Prückler Eleonóra (1842–1922) volt. Az apai nagyszülei Temple Alajos, jószágigazgató, és Brzuska Terézia brzescei, galíciai származásúak voltak, akik áttelepültek Magyarországra. Az anyai nagyszülei Prückler József (1804-1866) pékmester, pesti polgár, 1848-as alhadnagy, bérház tulajdonos, és Danner Anna (1809–1889) voltak. Az egyik anyai nagynénje Prückler Klára (1833–1907), akinek a férje Topits József (1824–1876), a Topits József fia féle Első Magyar Gőztésztagyár alapítója és tulajdonosa; egy másik anyai nagynénje Prückler Anna (1836–1911), akinek a férje Pfeifer Ferdinánd (1833–1879) könyvkiadó, könyvkereskedő, bérháztulajdonos. Temple Rezsőt 1874. április 21-én keresztelték meg a Terézvárosi plébánián; keresztszülei, nagynénje, Prückler Klára Eleonóra Julianna (1833–1907), és férje Topits József (1824–1876), a Topits József fia gőztésztagyár alapítója és tulajdonosa voltak. Temple Rezső fivére Temple Richárd (1881–1951), a Magyar Nemzeti Bank főfelügyelője. Temple Rezsőnek az elsőfokú unokatestvére Topits Alajos József (1855–1926) császári és királyi udvari szállító, a „Topits József Fia Első Magyar Gőztésztagyár” (Erste ungarische Dampfmehlspeisenfabrik) tulajdonosa, a Ferenc József-rend lovagja, az Országos Ipar Tanács tagja, az Országos Iparegyesület Igazgatóságának a tagja, akinek az anyja Topits Józsefné Prückler Klára volt.

## Élete
Atyja Temple Rezső egyben természettani tudós is volt; számos külföldi természettudományi, gazdasági és állatvédő egyesületnek volt tiszteletbeli és levelező tagja. Tudományos működéséért általános tiszteletnek örvendett és külföldön is nagyrabecsülték. A középiskolát a piaristák budapesti gimnáziumában végezte, a jogot pedig a budapesti egyetemen. Tanulmányainak befejezése után a belügyminisztériumban kezdett dolgozni. A rendőr ügyosztályokban tevékenykedett, majd gróf futaki Hadik János személyi titkára lett. Több esetben képviselte a kormányt külföldi tanulmányutakon és nemzetközi kongresszusokban. Az első világháború kitörésekor bevonult mint százados 1914 augusztusában, és a szerb harctéren teljesített 1917 elejéig szolgálatot. A közélelmezési minisztérium megalapitásakor osztályfőnök lett, majd Temes-Krassószörény-, Csanád- és Torontál vármegyék közélelmezési kormánybiztosává nevezték ki. A minisztérium feloszlatásakor mint belügyminisztériumi helyettes államtitkár nyugdíjba vonult. 1926-ban a kiskunmajsai kerület egységespárti programmal megválasztották országgyűlési képviselővé. A kiskunmajsai kerület egyhangú mandátumával foglalt helyet a második országgyűlésben is. 
A Gömbös-kormány megalakulásakor a Nemzeti Egység Pártjának vitarendezője lett. 1927-ben a világ negyvennyolc államának részvételével tartották meg Rio de Janeiroban, Braziliában, a nemzetközi parlamenti kereskedelmi konferencia tizenharmadik ülését. A konferenciára hattagú magyar delegáció utazott: Kállay Miklós dr., Szabolcsvármegye főispánja, Petry Pál államtitkár, Papp Géza báró, Görgey István, Zlinszky István és Temple Rezső országgyűlési képviselők. A délamerikai konferencia főtárgya a nemzetközi munkásviszonyok beható tárgyalása volt, továbbá a kivándorlás ügye, a szénbányászat és mezőgazdasági hitel kérdése. A magyar delegáció tagjai közüi négyen, (közöttük Kállay főispán), a Conte Verde nevü olasz hajón vasárnap 1927. október 2-án hazajöttek, míg Petry Pái államtitkár és Temple Rezső képviselő még egy ideig Braziliában maradtak. 1931-ben újból a kiskunmajsai kerület választotta meg országgyűlési képviselővé. 1935-ben Bia kerületének a képviselője lett az országgyűlésen.
Temple Rezső, felesége, Rupp Irén, valamint unokájuk, a 18 éves Temple Rezső Tamás, mindhárman Buda ostroma alkalmából, 1945. január 25-én bombatámadás áldozatai lettek.

## Házassága és gyermeke
Temple Rezső belügy-miniszteri segédfogalmazó, tartalékos, hadnagy Budapesten 1901. október 4-én, vezette oltárhoz az Angolkisasszonyok templomában az előkelő pesti patricius családból származó Rupp Irén Gizella (Pest, Szentistvánváros, 1873. október 10. – Budapest, 1945. január 24.) kisasszonyt, akinek a szülei Rupp Ignác (1835–1876) pesti terménykereskedő, és a Prückler család sarja Prückler Terézia (1845–1887) voltak. A menyasszony apai nagyszülei idősebb Rupp Ignác, pesti kereskedő, városi tanácsnok, bérház tulajdonos és Schoffer Klára; az anyai nagyszülei idősebb Prückler Ignác (1809–1876) pezsgőgyáros, fűszerkereskedő volt, a magyar kereskedelmi bank, az osztrák nemzeti bank, az első hazai takarékpénztár és az első magyar általános biztosító társulat igazgató tanácsosa és Wagner Louiza (1815–1883) voltak. Temple Rezsőné Rupp Irénnek az egyik leánytestvére Rupp Eugénia (1870–1895), akinek a férje Janicsek Andor (1857–1926), Budapest tűzoltó-főparancsnoka, elnöke a Magyar tűzoltótisztek Egyesületének. Temple Rezső és Rupp Irén frigyéből született:
- ifjabb dr. Temple Rezső (Budapest, 1902. május 16.–Budapest, 1947. április 5.), ügyvéd, országgyűlési képviselő, a Gresham-kávéház tulajdonosa.[24] Felesége: Preszly Anna (?–†Vác, 1976. szeptember 1.)[25]